# 火花 (美国)
火花（英語：Spark）是美国的一个托洛茨基主义组织。该组织成立于1971年，起源于斯巴达克同盟/美国的一个派系。该组织出版双周刊《火花》以及一些工厂简讯。该组织与法国托派政党工人斗争领导的国际主义共产主义联盟保持“兄弟关系”。2016年，该组织参与组建密歇根州地方政党工人阶级党。